# Deutschland im Jahre Null
Deutschland im Jahre Null (Italiaans: Germania anno zero) is een Italiaanse dramafilm uit 1948 onder regie van Roberto Rossellini. Hij won met deze film de hoofdprijs op het filmfestival van Locarno. Het is de laatste film in Rossellini's officieuze Neorealistische oorlogstrilogie (Roma città aperta en Paisà).

## Verhaal
Edmund, een jonge knul die leeft in het verwoeste Berlijn in Duitsland van vlak na de oorlog is gedwongen om allerlei zaken uit te halen om zijn familie te helpen voeden. Hij ontmoet zijn vroegere leraar en hoopt dat die hem zal helpen, maar de ideeën van deze man leiden Edmund niet in een betere of veiligere manier van leven...

## Rolverdeling
| Acteur             | Personage                                     |
| ------------------ | --------------------------------------------- |
| Edmund Moeschke    | Edmund Köhler (als Edmund Meschke)            |
| Ingetraud Hinze    | Eva Köhler (als Ingetraud Hinz)               |
| Ernst Pittschau    | Vader Köhler                                  |
| Franz-Otto Krüger  | Karl-Heinz Köhler (als Franz Grüger)          |
| Erich Gühne        | Herr Henning, Edmunds oud-leraar              |
| Hans Sangen        | Herr Rademacher                               |
| Heidi Blänkner     | Frau Rademacher (onvermeld)                   |
| Jo Herbst          | Jo (onvermeld)                                |
| Christl Merker     | Christl (onvermeld)                           |
| Barbara Hintz      | Thilde (onvermeld)                            |
| Karl Krüger        | Huisarts (onvermeld)                          |
| Franz von Treuberg | Generaal Von Laubniz (onvermeld)              |
| Adolf Hitler       | Zichzelf (stem, archiefmateriaal) (onvermeld) |